# Charny-Orée-de-Puisaye
Charny-Orée-de-Puisaye – gmina we Francji, w regionie Burgundia-Franche-Comté, w departamencie Yonne. W 2013 roku liczba ludności wynosiła 5147 mieszkańców. 
Gmina została utworzona 1 stycznia 2016 roku z połączenia 14 ówczesnych gmin: Chambeugle, Charny, Chêne-Arnoult, Chevillon, Dicy, Fontenouilles, Grandchamp, Malicorne, Marchais-Beton, Perreux, Prunoy, Saint-Denis-sur-Ouanne, Saint-Martin-sur-Ouanne oraz Villefranche. Siedzibą gminy została miejscowość Charny.